# Abrotanella linearis
Abrotanella linearis là một loài thực vật có hoa trong họ Cúc. Loài này được Berggr. mô tả khoa học đầu tiên năm 1877.